# Chiesa delle Monache Cappuccine
La chiesa delle Monache Cappuccine e l'attiguo convento costituiscono un complesso monastico situato nel centro storico di Sassari, in via Monache Cappuccine.

## Storia e descrizione
Le clarisse Cappuccine, provenienti dal convento reale di Madrid, arrivarono a Sassari nel 1670. Si insediarono presso un gruppo di case adiacenti alla chiesa di San Salvatore (oggi scomparsa), donate loro dal medico sassarese Salvatore della Croce. L'autorizzazione alla fondazione del monastero, da parte del magistrato di Cagliari, giunse nel 1690, confermata nel 1691 dall'arcivescovo di Cagliari. Nel frattempo le monache ricevettero diverse donazioni per la costruzione del complesso, anche da parte di illustri personaggi, quali il re Filippo IV di Spagna e l'Inquisitore generale. La chiesa, dedicata a Gesù, Giuseppe e Maria, venne consacrata nel 1692 e completata nel 1695, grazie al contributo del nobile sassarese Giovanni Tola, con la costruzione dell'antiportico.
La semplice facciata a capanna è ornata dallo stemma marmoreo del Tola. Oltre il portale si accede all'atrio (costruito prendendo a modello la chiesa di San Pietro di Silki) e da qui all'interno della chiesa, a navata unica, voltata a botte lunettata. L'imposta della volta è percorsa da una cornice aggettante, decorata da triglifi e dentelli. Nell'ultima delle tre campate si aprono le due cappelle laterali, poco profonde, dedicate rispettivamente a sant'Antonio di Padova e alla santa Croce; quest'ultima ospita un altare ligneo con al centro un crocifisso seicentesco. L'abside, a pianta quadrangolare, presenta la stessa ampiezza della navata. L'altare maggiore, ligneo policromo, è classicheggiante; risale ai primi anni del XVIII secolo, realizzato da una bottega locale, ed è ornato da statue lignee raffiguranti la Madonna, san Francesco e santa Chiara d'Assisi, la Sacra Famiglia. Nel tempio sono custodite anche alcune tele, tra le quali spicca la Decollazione di san Gavino, del calabrese Mattia Preti.

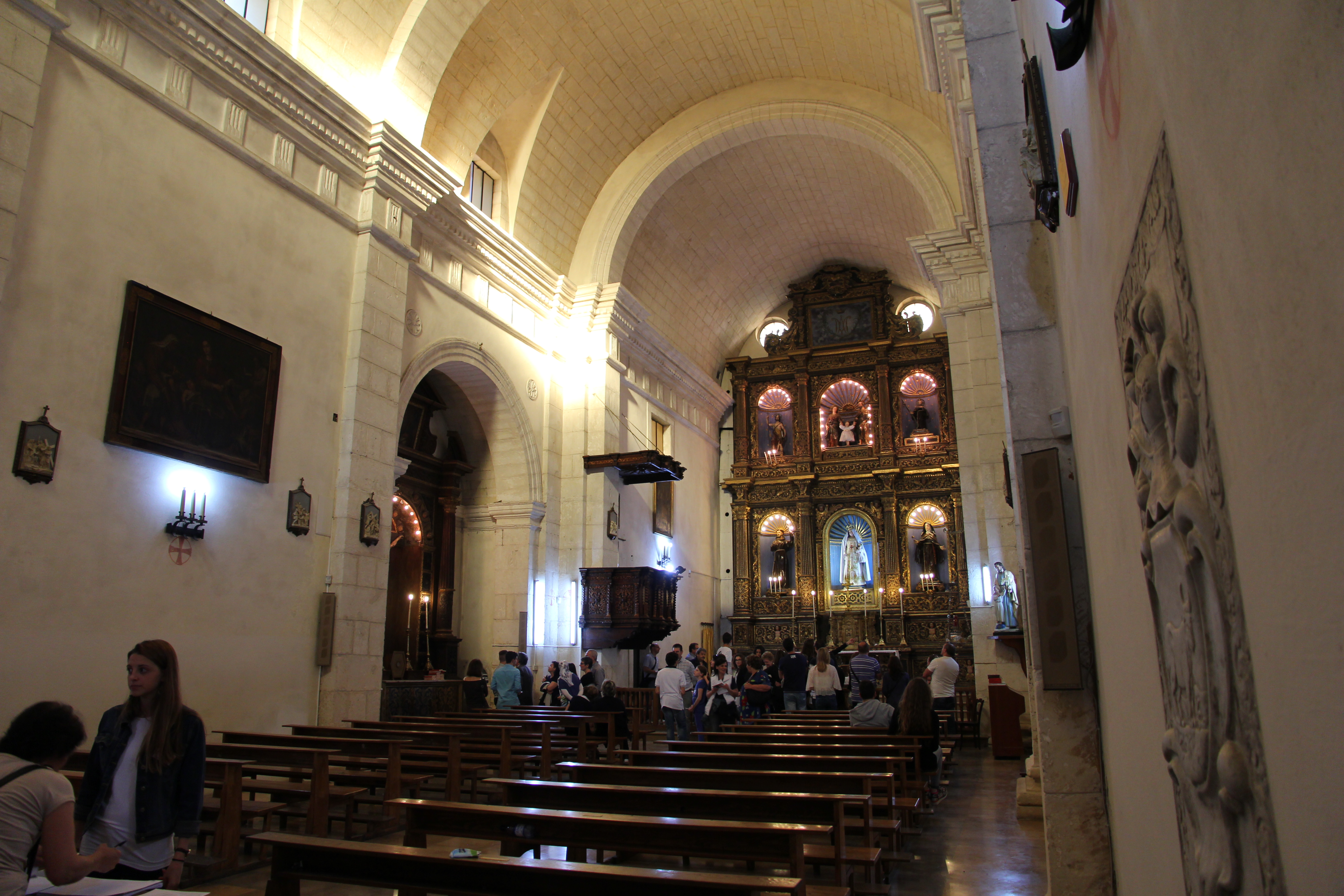
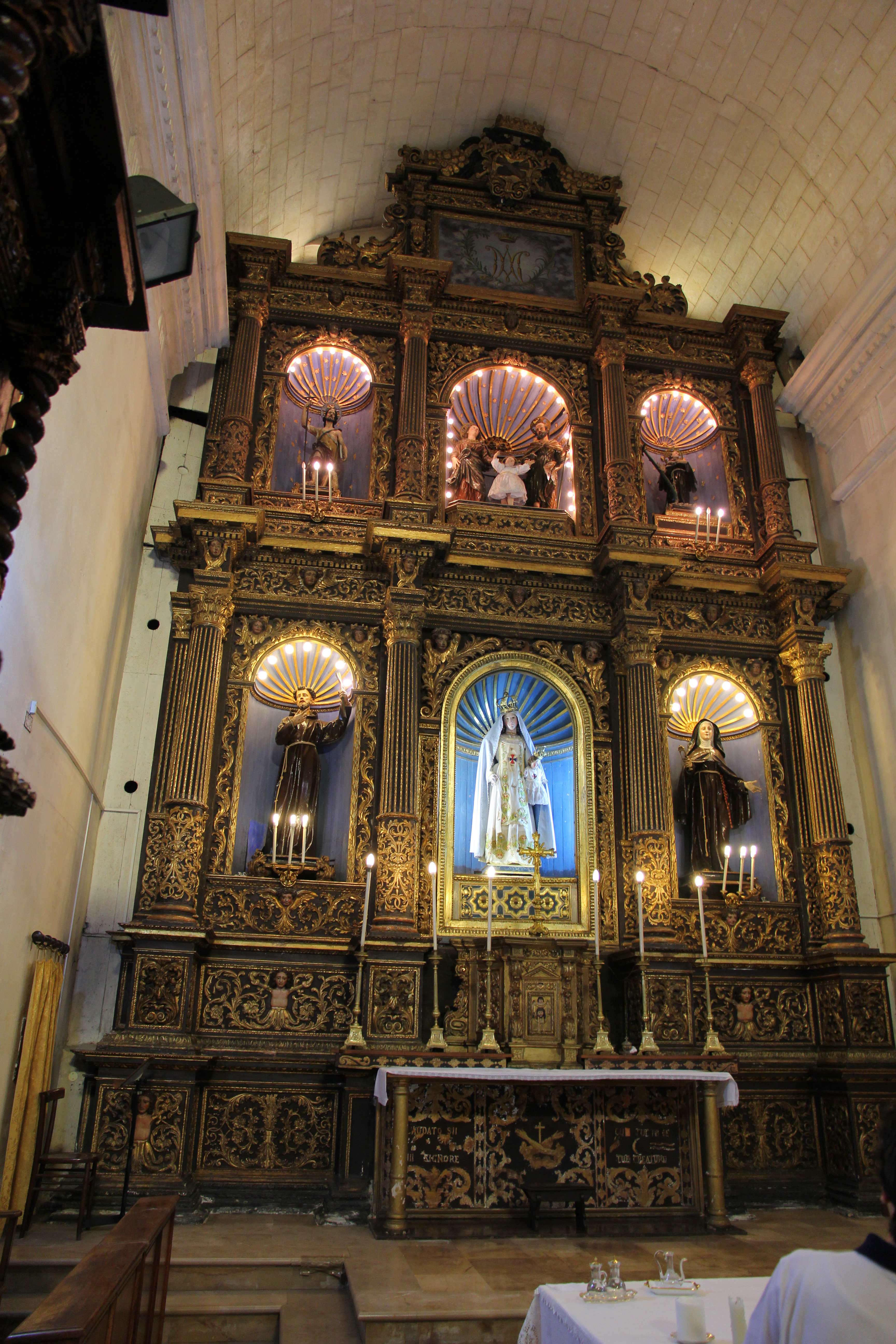
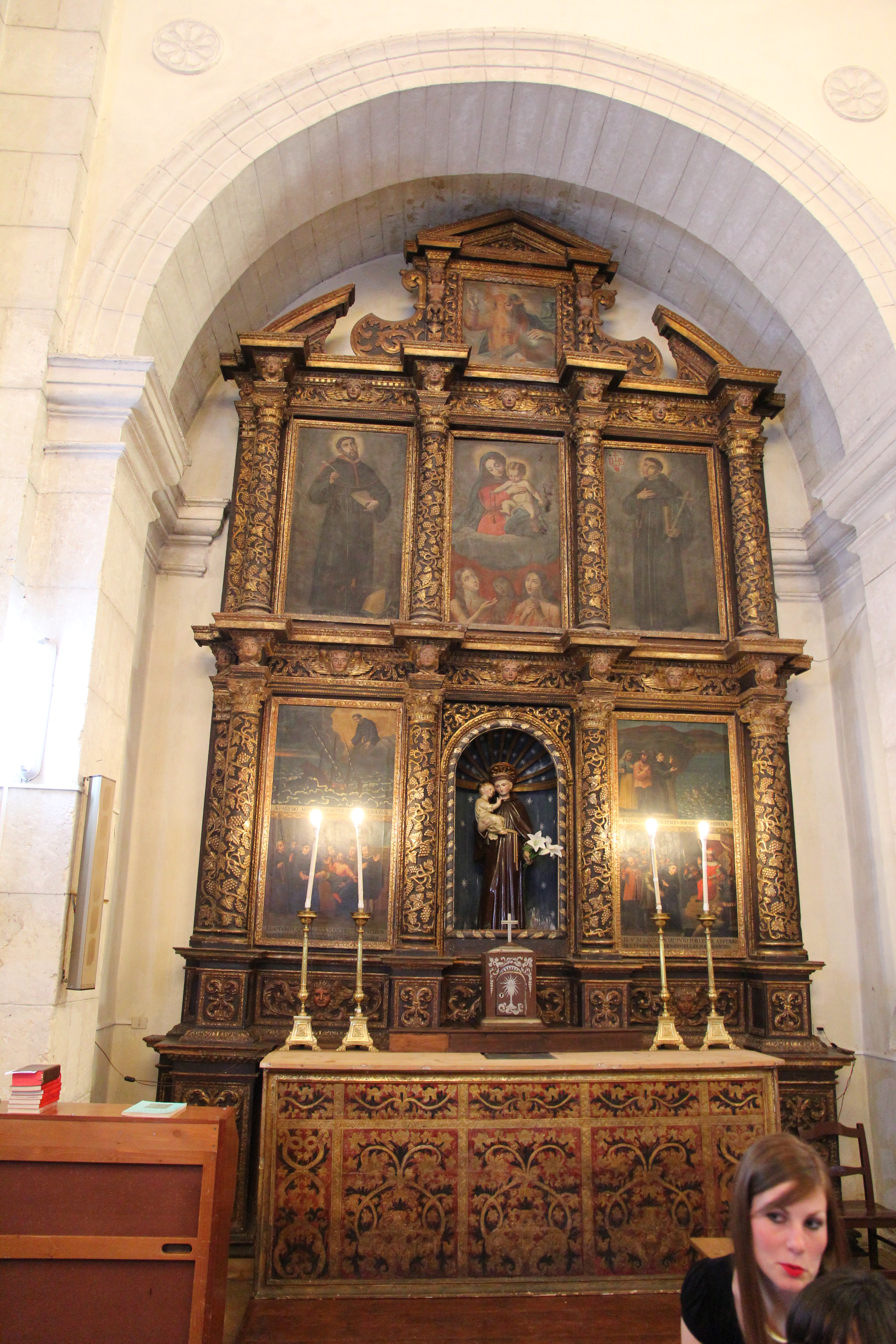
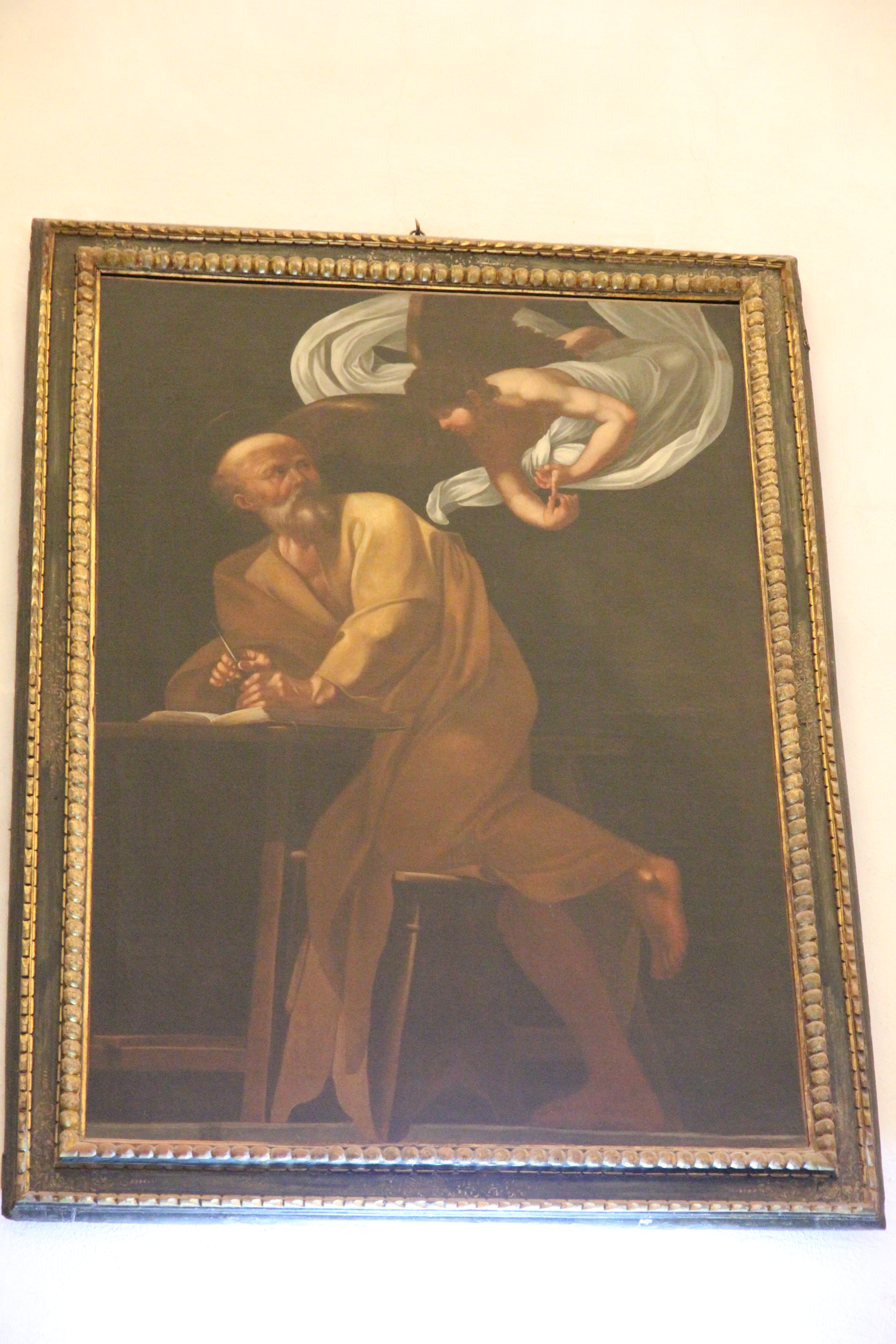
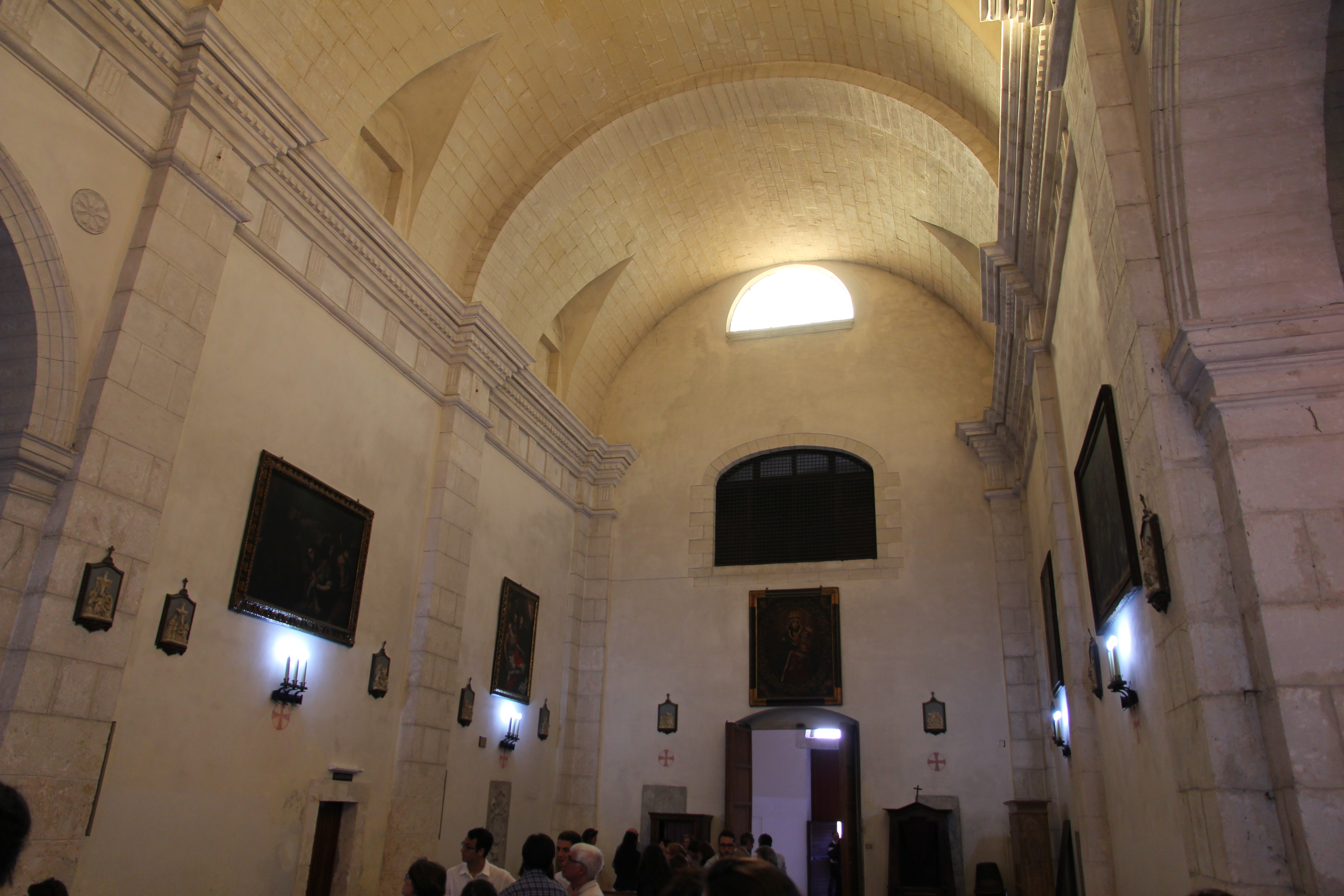